# Brasão de Minas Gerais
O Selo do Estado de Minas Gerais é um dos símbolos oficiais do estado brasileiro de Minas Gerais.

## História
O emblema que vigora atualmente foi instituído pelo decreto nº 6.498 de 5 de fevereiro de 1924, que substitui o original de 1891.
Não há registros divulgados até então sobre os autores do desenho ou a razão para confecção de um novo emblema em substituição ao original.
A escolha de uma estrela gironada, coroada com ramos de café e fumo, é uma evidente referência às Armas da República.
As representações da agricultura e da mineração, principais atividades econômicas do Estado nos primórdios da República, já estavam presentes no emblema de 1891 e foram mantidas no emblema atual através dos ramos de café e de fumo e das ferramentas de mineração.

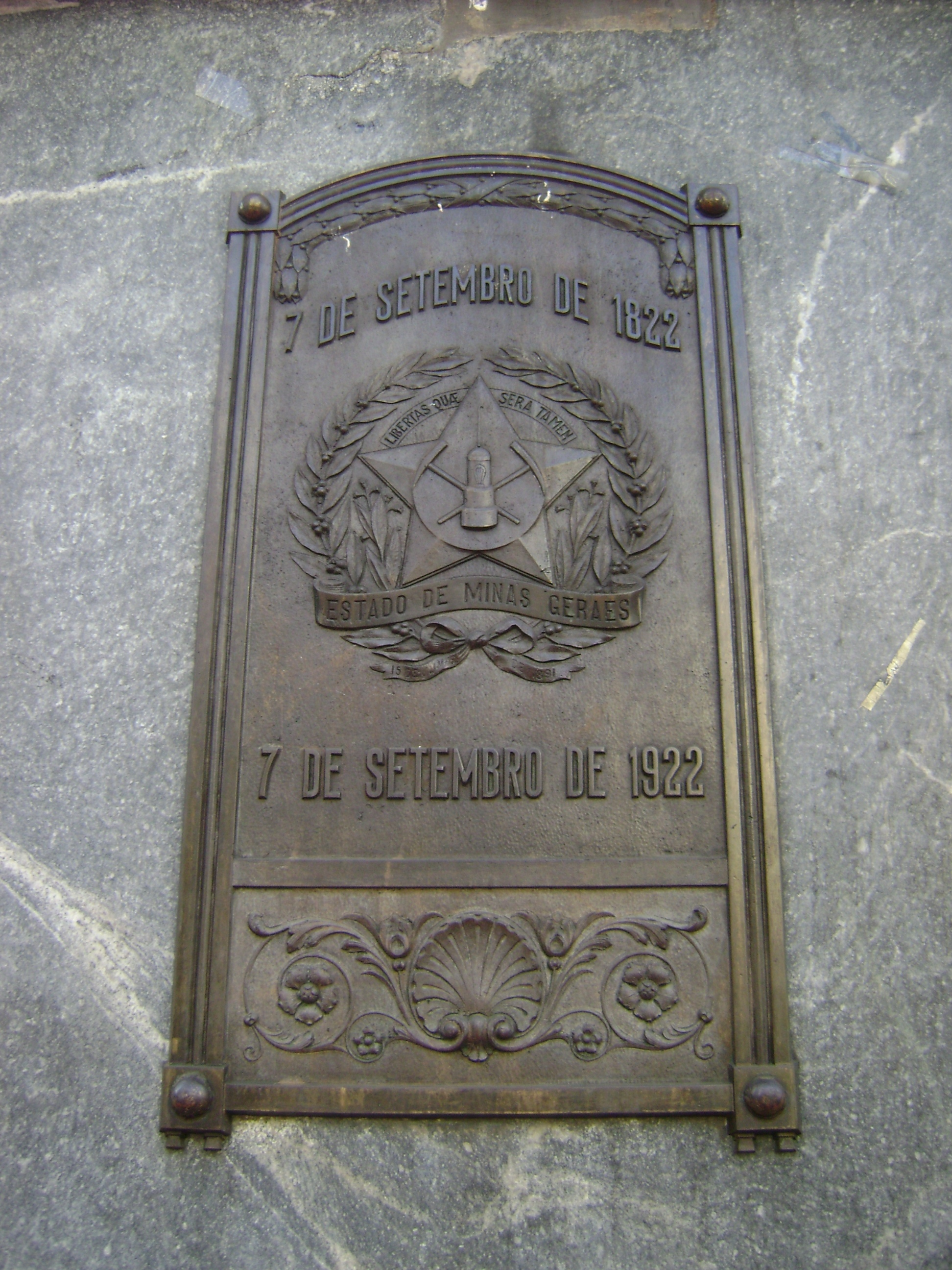
Placa no Obelisco da Praça Sete. O monumento foi inaugurado em 1924, mesmo ano da criação do símbolo.
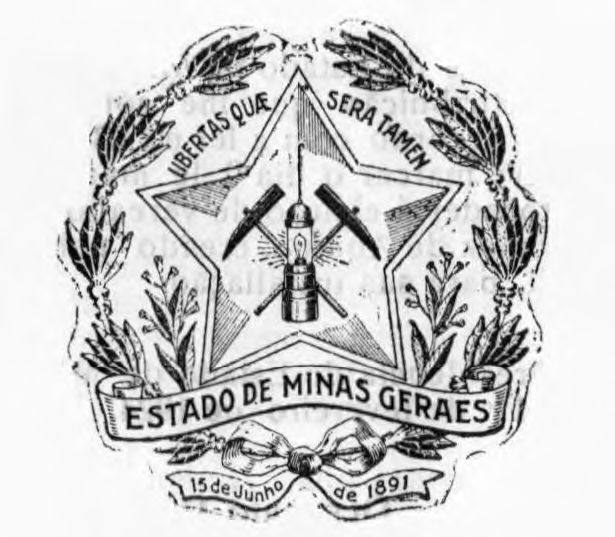
Desenho original do Selo do Estado de Minas Gerais, publicado como anexo ao decreto nº 6.498 de 5 de fevereiro de 1924.

## Símbolo Anterior
Foi instituído inicialmente pela lei estadual nº 1 de 14 de setembro de 1891, e constituía-se de um círculo dentro do qual viam-se duas figuras humanas simbolizando a agricultura e a mineração, circundadas das palavras "Estado De Minas Gerais - 15 de junho de 1891" (data da promulgação da constituição estadual).

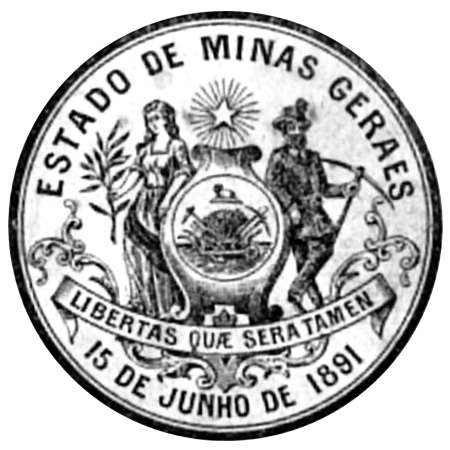
Selo de 1891
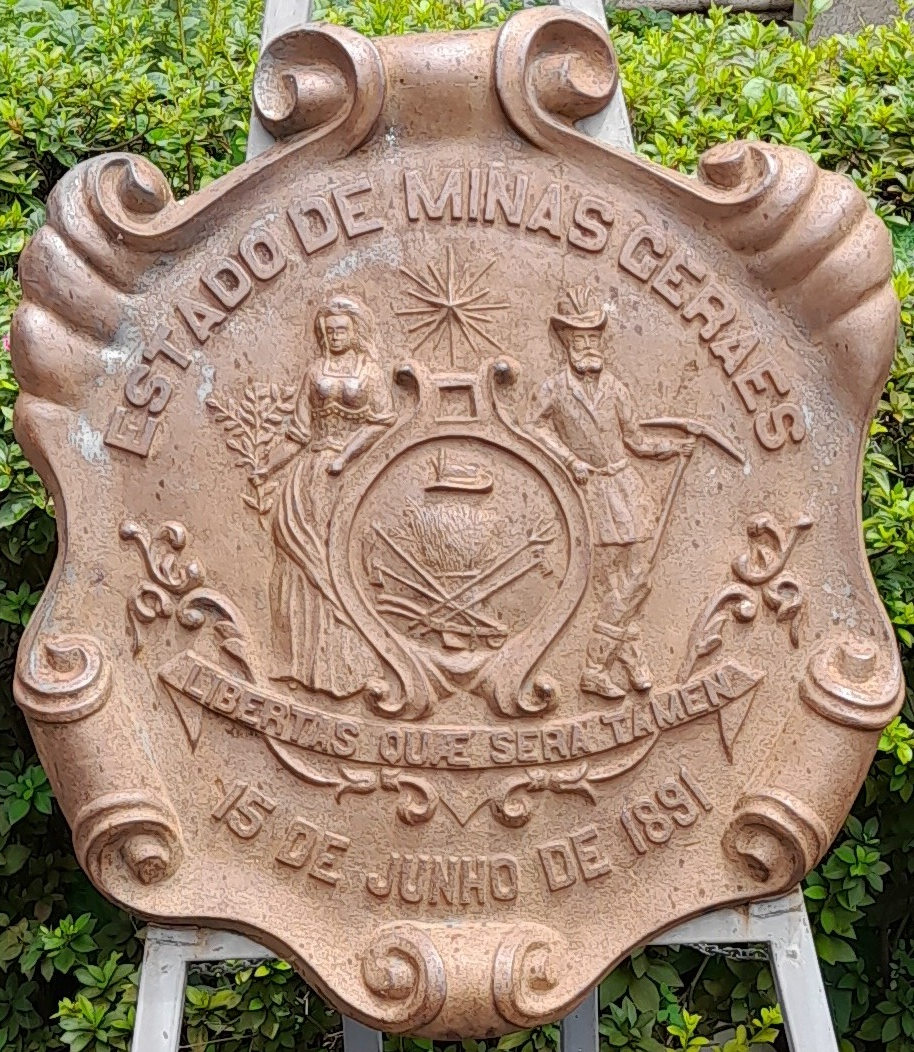
Selo de 1891 na entrada do Palácio da Liberdade

### Outro símbolo da mesma época
Ainda outro símbolo pode ser visto em afrescos do Palácio da Liberdade e das secretarias adjacentes, edifícios que foram construídos durante a década de 1880 pela Comissão Construtora da Nova Capital. Entretanto, esta versão nunca foi oficializada em lei.
Seu elemento central mostrava um candeeiro disposto sobre picaretas em cruz. Esta mesma simbologia foi incorporada ao emblema de 1924, atualmente em vigor.

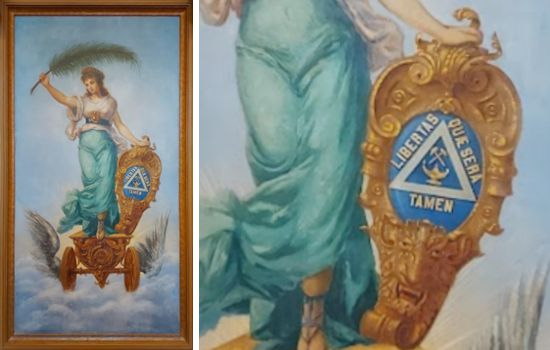
Tela de 1898 no antigo prédio da Secretaria de Fazenda. O martelo e picareta em cruz, junto ao candeeiro, foram usados como símbolo do estado.
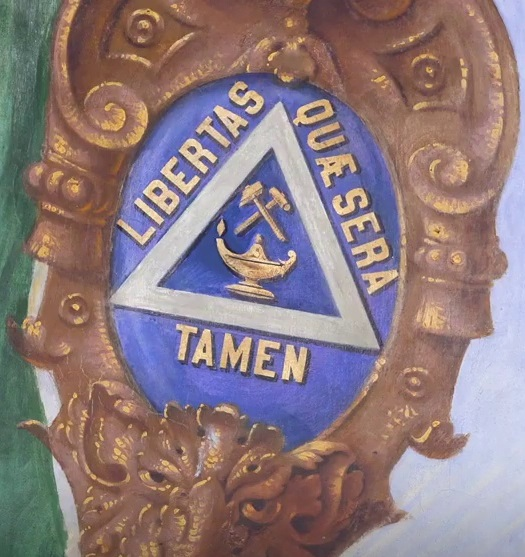
Detalhe ampliado
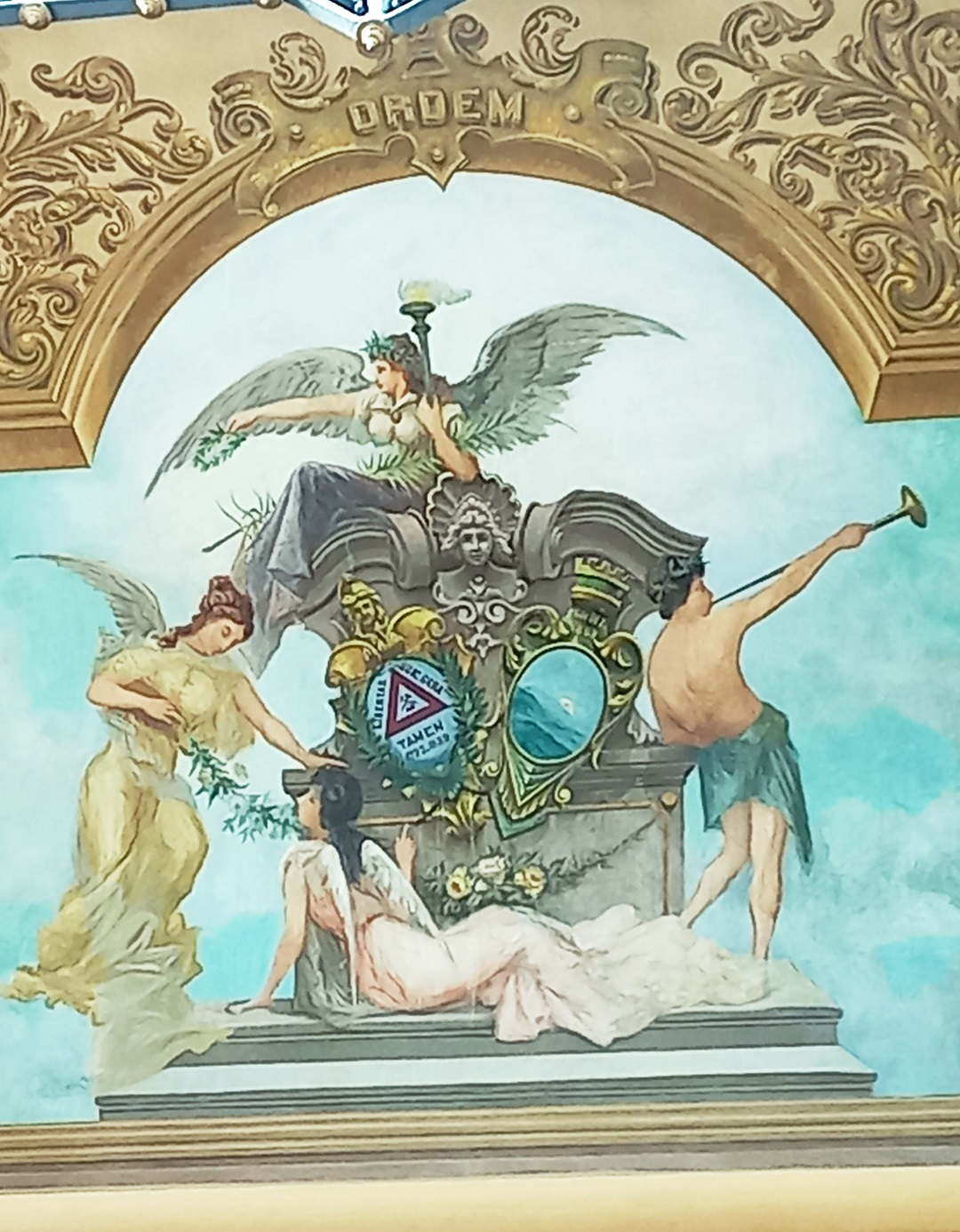
Afresco no teto da escadaria do Palácio da Liberdade, 1898, com representação dos brasões de Minas Gerais e de Belo Horizonte.
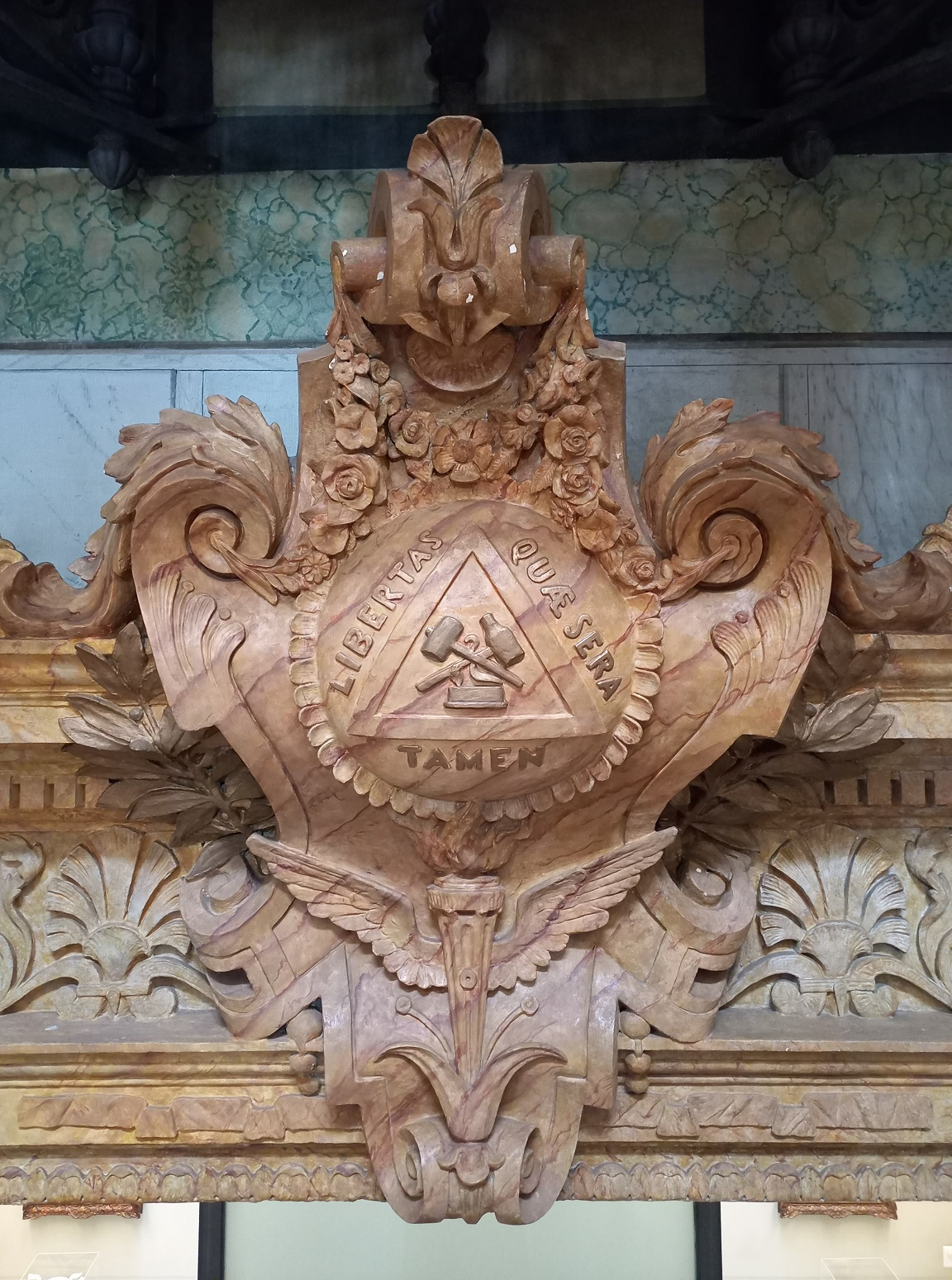
Ornamento em pedra no salão da escadaria do Palácio da Liberdade.

## Descrição heráldica
O decreto que instituiu o atual emblema não definiu a sua descrição heráldica. Em vez disso, apresentou em anexo um desenho de referência.
Decreto nº 6.498 de 5 de fevereiro de 1924: Aprova o desenho para o selo do Estado.

O Vice-Presidente do Estado de Minas Gerais, em exercício, resolve aprovar para o selo do Estado a que se refere a lei n. 1, de 14 de setembro de 1891, o desenho que a este acompanha rubricado pelo Secretário de Estado dos Negócios do Interior, começando a vigorar este decreto a partir de 1º de maio deste ano.
O Secretário de Estado dos Negócios do Interior assim o tenha entendido e faça executar.
Palácio da Presidência do Estado de Minas Gerais, em Belo Horizonte, 5 de fevereiro de 1924.
OLEGÁRIO DIAS MACIEL

Fernando Mello Vianna
Devido à falta de elementos convencionais que compõem um Brasão, como a presença de um escudo e obediência às convenções da Heráldica, é mais conveniente referir-se ao emblema como Selo do Estado, sendo esta a forma referida na própria legislação que o instituiu.

### Esmaltes e Metais
A legislação apresenta apenas o desenho em preto e branco, sem definir as cores que devem ser empregadas. Com isso, o uso oficial em documentos do estado é feito sempre em preto e branco.
Desde a criação do emblema, exemplares coloridos puderam ser vistos em diversos impressos, especialmente mapas. No entanto, as cores escolhidas costumam variar conforme o impresso.
Também a Polícia Civil de Minas Gerais usa o emblema em seu distintivo, adotando as cores vermelho e branco na estrela, e azul na faixa e laço.
Clóvis Ribeiro, em seu livro Brazões e Bandeiras do Brasil, de 1933, talvez tenha sido a primeira autoridade do assunto a publicar o selo do estado com um esquema de cores. 
Reproduzimos fielmente o desenho feito em virtude da lei n. 1, bem como o que acompanhou o decreto n. 6.498. (Clóvis Ribeiro)
No livro, a ponta superior da estrela é dividida em duas peças, sendo vermelha a da esquerda e azul a da direita, e esse padrão é repetido nas demais pontas. A faixa com o nome do estado é branca, e o laço é bipartido, sendo azul à esquerda e vermelho à direita.

Cores apresentadas no livro "Brazões e Bandeiras do Brasil", de Clóvis Ribeiro, 1933. Estrela em vermelho e azul, faixa branca, laço bipartido em azul e vermelho.
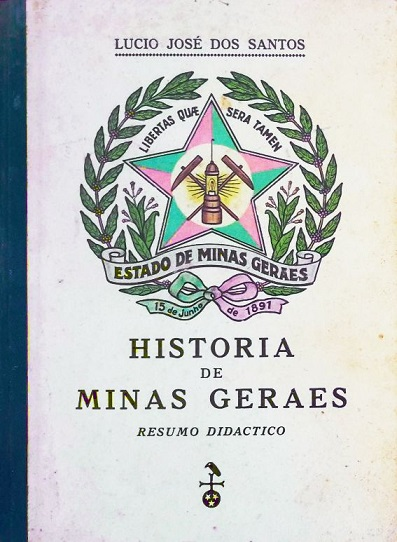
Capa do livro "Historia de Minas Geraes Resumo Didactico", de Lucio José dos Santos, de 1926. Mesmas cores que seriam, mais tarde, descritas no livro de Clóvis Ribeiro.
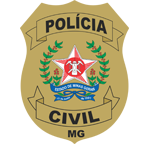
Distintivo da Polícia Civil de MG, com a estrela em vermelho e branco, faixa e laço em azul.
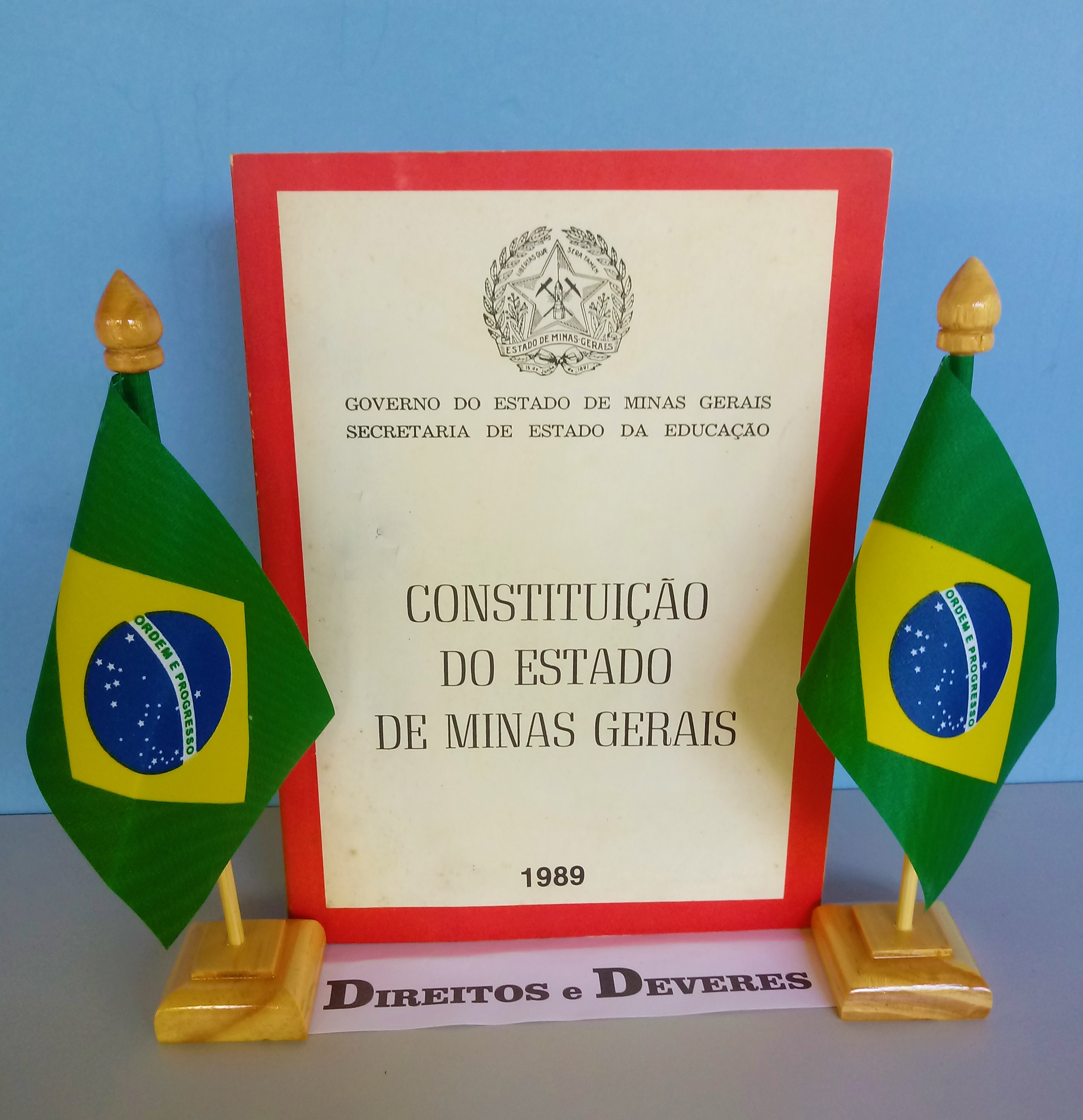
Uma edição da Constituição Estadual, apresentando o Selo do Estado na capa.

### Descrições que carecem de fontes
O brasão é constituído por uma estrela de cinco pontas, contornada por filetes de cor vermelha, tendo à frente duas picaretas e um candeeiro usados em mineração. De cada lado da estrela, há dois ramos grandes de café, na parte exterior, e dois ramos pequenos de fumo, a partir dos vértices de baixo da estrela, de cor verde e com flores vermelhas e arroxeadas.
Na parte inferior do escudo, corre uma faixa com o nome do Estado de Minas Gerais, e, em um laço, abaixo dela, a data de 15 de junho de 1891.
Contornando a ponta superior da estrela, a divisa: Libertas Quæ Sera Tamen.
Os ramos de café, as picaretas e o candeeiro têm por função representar o que foram, ao longo dos anos, duas das principais atividades econômicas do Estado: A mineração e a agricultura.
A frase Libertas Quæ Sera Tamen, bastante conhecida e também presente na bandeira do Estado, provêm do movimento separatista da Inconfidência Mineira, do século XVIII, significando "Liberdade ainda que tardia".
A estrela, vermelha, segue a cor que acabou se tornando a cor principal dos símbolos estaduais, o vermelho, o mesmo do triângulo central da bandeira de Minas Gerais. Seu emprego se deve, talvez, à sua utilização, desde o início, pelos mais diversos movimentos revolucionários, incluindo-se a Revolução Francesa.
Esta passagem carece de fontes
DESCRIÇÕES ESTABELECIDAS PARA A LOGOMARCA
No centro o lampião com as picaretas ferramentas usadas na escavação e iluminação dos túneis na extração do ouro nas minas. A estrela de cinco pontas desenhada com dois fios e representando a união, foi retirado do brasão da federação, em seu centro um circulo branco representando a luz do lampião e envolvendo-o junta as picaretas em cruz. Na ponta superior da Estrela desce um fio que segura o lampião dividindo-a ao meio, a parte esquerda desta divisão é recoberta na cor vermelha e a direita na cor azul repetindo o procedimento nas outras quatro pontas, entre as duas pontas laterais superiores encaixa-se a frase LIBERTAS QUÆ SERA TAMEN formando um semicírculo em letra pretas. Abaixo das duas pontas laterais inferiores um faixa em azul escrito ESTADO DE MINAS GERAIS que sobrepõe dois galhos de fumo e café representando a maior economia da época que envolve a estrela em formato circular prendendo os galhos um laço de fita vermelha e nas pontas a data de 15 DE JUNHO DE 1891 (data da promulgação da constituição estadual).
Esta passagem carece de fontes